# Aleksàndrovka (Tula)
Aleksàndrovka — Александровка (rus) — és un poble de l'óblast de Tula, a Rússia, segons el cens del 2010 tenia 413 habitants.